# Grand Prix automobile de Mar del Plata 1948
Le Grand Prix automobile de Mar del Plata 1948 (I Gran Premio Internacional del General San Martín) est un Grand Prix qui s'est tenu à El Torreón, près de Mar del Plata, le 25 janvier 1948.

## Grille de départ
| Pos. | Pilote               | Châssis    | Temps        | Écart   |
| ---- | -------------------- | ---------- | ------------ | ------- |
| 1    | Luigi Villoresi      | Maserati   | 2 min 12 s 3 | -       |
| 2    | Giuseppe Farina      | Maserati   | 2 min 13 s 8 | + 1 s 5 |
| 3    | Jean-Pierre Wimille  | Alfa Romeo | 2 min 14 s 8 | + 2 s 5 |
| 4    | Juan Manuel Fangio   | Maserati   | 2 min 15 s 3 | + 3 s 0 |
| 5    | Oscar Alfredo Gálvez | Maserati   |              |         |
| 6    | Italo Bizio          | Maserati   |              |         |
| 7    | Chico Landi          | Alfa Romeo |              |         |
| 8    | Achille Varzi        | Alfa Romeo |              |         |
| 9    | Pascual Puopolo      | Maserati   |              |         |
| 10   | Eitel Cantoni        | Maserati   |              |         |
| 11   | Andres Fernández     | Maserati   |              |         |
| 12   | Arialdo Ruggeri      | Maserati   |              |         |
| 13   | Victorio Rosa        | Maserati   |              |         |

## Classement de la course
| Pos. | Pilote               | Écurie                   | Châssis             | Tours | Temps/Abandon                  | Grille |
| ---- | -------------------- | ------------------------ | ------------------- | ----- | ------------------------------ | ------ |
| 1    | Giuseppe Farina      | Scuderia Milano          | Maserati 8CL        | 37    | 1 h 24 min 2 s 7 (100,20 km/h) | 2      |
| 2    | Achille Varzi        | Privé                    | Alfa Romeo 12C-37   | 37    | + 1 min 12 s 3                 | 8      |
| 3    | Jean-Pierre Wimille  | Écurie Naphtra Course    | Alfa Romeo Tipo 308 | 37    | + 1 min 49 s 1                 | 3      |
| 4    | Oscar Alfredo Gálvez | Automovil Club Argentina | Maserati 4CL        | 36    | + 1 tour                       | 5      |
| 5    | Juan Manuel Fangio   | Automovil Club Argentina | Maserati 4CL        | 36    | + 1 tour                       | 4      |
| 6    | Italo Bizio          | Privé                    | Maserati            | 36    | + 1 tour                       | 6      |
| 7    | Chico Landi          | Privé                    | Alfa Romeo Tipo 308 | ?     |                                | 7      |
| 8    | Andres Fernández     | Privé                    | Maserati            | ?     |                                | 11     |
| 9    | Luigi Villoresi      | Scuderia Milano          | Maserati 4CL        | 30    | + 7 tours                      | 1      |
| Abd. | Pascual Puopolo      | San Isidoro              | Maserati 8CL        |       |                                | 9      |
| Abd. | Eitel Cantoni        | Privé                    | Maserati 4CL        |       |                                | 10     |
| Abd. | Arialdo Ruggeri      | Scuderia Milano          | Maserati 4CL        |       |                                | 12     |
| Abd. | Victorio Rosa        | Privé                    | Maserati            |       |                                | 13     |
| Np.  | Enrico Platé         | Scuderia Milano          | Maserati 4CL        |       | Non partant                    |        |
| Np.  | « Raph »             | Équipe Simca-Gordini     | Gordini Type 15     |       | Non partant                    |        |
| Np.  | Amédée Gordini       | Équipe Simca-Gordini     | Gordini Type 11     |       | Non partant                    |        |
| Np.  | Gabriele Besana      | Privé                    | Ferrari 166SC       |       | Non partant                    |        |

- Légende: Abd.=Abandon - Np.=Non partant.

## Pole position et record du tour
- Pole position :  Luigi Villoresi (Maserati) en 2 min 12 s 3.
- Meilleur tour en course :  Inconnu (Inconnu).